# Lacus Temporis

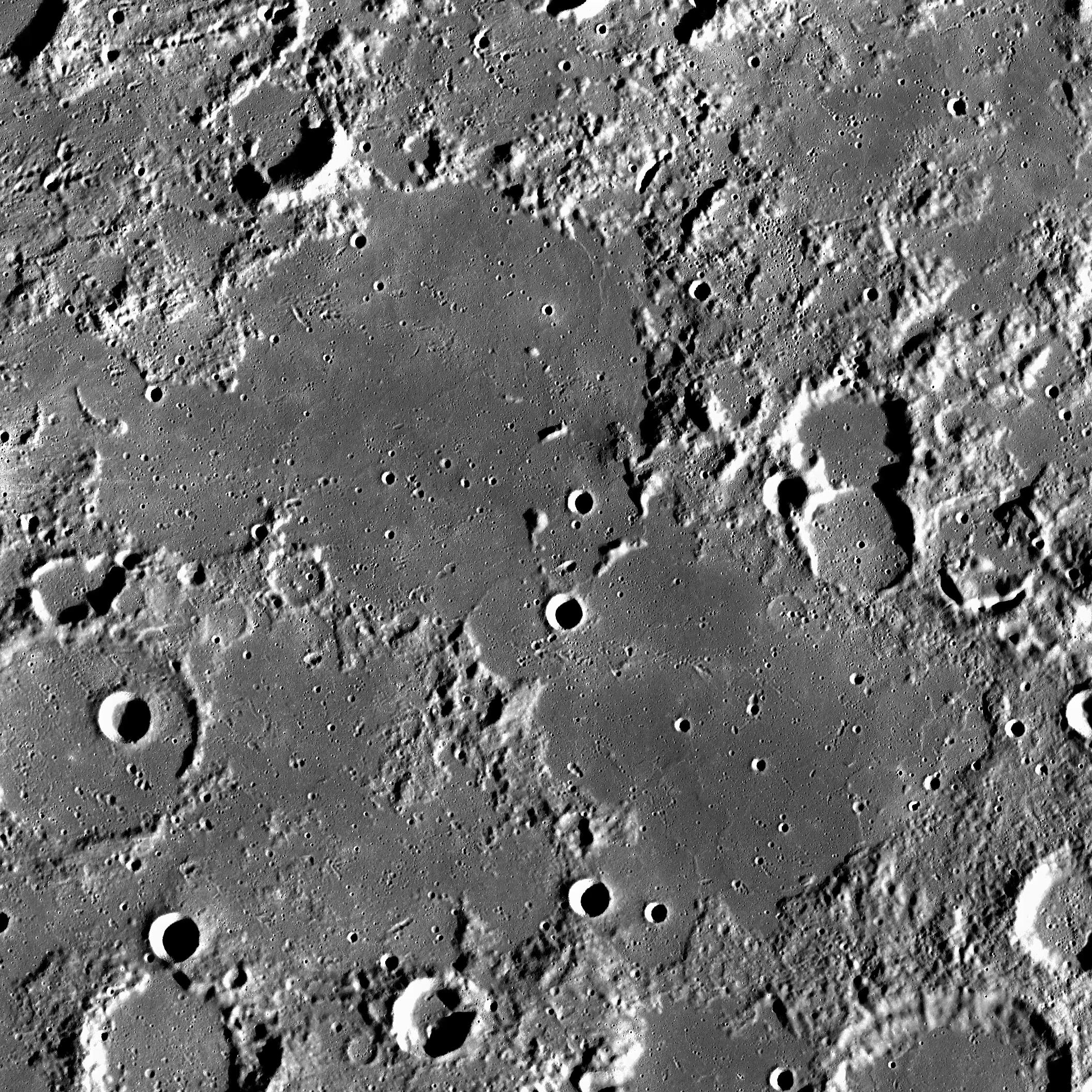
Imatge LRO.

El Lacus Temporis (en llatí, "Llac del Temps") és una petita mar lunar localitzat en el quadrant nord-oriental de la cara visible de la Lluna. Les coordenades selenogràfiques del seu centre són 45.9° Nord, 58.4° Est, i posseeix un diàmetre envolupant de 117 km.
Aquest llac està compost de dues grans àrees aproximadament circulars amb una superfície relativament llisa. En el seu interior tan sols destaquen dos petits impactes amb forma de bol localitzats en la seva intersecció. Les dues regions cobertes de lava basàlltica  presenten alguns lòbuls laterals més petits, probablement impactes menors inundats de lava.
Just al sud-oest del llac es troba el cràter Chevallier i a l'a el sud-est se situa el cràter Carrington.
El nom del llac va ser adoptat per la Unió Astronòmica Internacional en 1976.